# 大羌活湯
大羌活汤出處不詳，屬辛溫解表劑，伤寒两感者，此方主之。

## 组成
羌活、独活、防风、细辛、防己、黄芩、黄连、苍术、白术、炙甘草、知母、川芎、生地黄。

## 主治
治两感伤寒。

## 方论
1. 明·吴昆：伤寒两感者，此方主之。两感者，一日太阳与少阴俱病，谓有太阳证之头疼、身热、脊强，而又有少阴证之口干、烦满而渴也。二日则阳明与太阴俱病，谓有阳明证之身热、谵语，而又有太阴证之腹满、不欲食也。三日则少阳与厥阴俱病，主胃有少阳证之耳聋、胁痛，而又有厥阴之囊缩、厥逆也。凡此两感之证，欲汗之则有里，欲下之则有表，表里不能一治，故《内经》、仲景皆称必死而无治法。易老意曰：证虽有表里之殊，而无阴阳之异，传经者皆为阳邪，一于升阳散热，滋养阴脏，则感之浅者，尚或可平矣。经曰：气薄则发世故用羌活，独活防风、苍术、细辛、川芎气薄者，以升发其传经之邪；又曰：寒胜热，故用黄连、黄芩、防已、生地、知母之寒苦者，以培养其受伤之阴。以升散诸药而臣以寒凉，则升者不峻；以寒凉诸药而君以升散，则寒者不滞。白术、甘草，脾家药也，用之者所以益其脾而建中营之帜尔。呜呼!于不可治之中而求为可治之策，大羌活者，其万死一生之兵乎!(《医方考》)
2. 清·罗国纲：此阴阳两解也。盖表里俱病，欲汗之则有里症，欲下之则有表症。洁古制此方者，意以传经为阳邪，故以羌、独、苍、防、芎、细祛风发表，升散传经之阳邪；芩、连、知、地、已清热利湿，滋培受伤之阴血；又用术、草以固中州而和表里，或可救治。(《罗氏会约医镜》)

## 外部連結
- 九味羌活湯 中藥方劑圖像數據庫 (香港浸會大學中醫藥學院) （中文）（英文）